# 샐리 블레인
샐리 블레인(Sally Blane, 1910년 7월 11일 ~ 1997년 8월 27일)은 미국의 배우이다.

## 출연 작품
- 와일드 호스 메사 (1932)
- 헤리티지 오브 더 데저트 (1932)
- 나는 탈옥수 (1932)
- 해양법 (1931)
- 베가본드 러버 (1929)
- 쇼 오브 쇼 (1929)